# Панчатантра
«Панчатантра» (санскр. पञ्चतन्त्र, IAST: Pañcatantra, буквально «пять принципов или текстов») — памятник санскритской повествовательной прозы. Сложился к III—IV векам н. э., имеет более давние фольклорные истоки; при этом самые ранние сохранившиеся санскритские рукописи «Панчатантры» относятся к XI столетию. 
Авторство, история создания книги, степень её «фольклорности» и «литературной обработки» представляет собой до сих пор не разрешённую научную проблему. 
Традиция (имеющая отражение в самом тексте произведения) называет автором некоего брахмана Вишнушармана, будто бы жившего в V—VI веках, который по просьбе одного раджи научить его сыновей мудрому управлению государством и составил этот сборник аллегорических поучительных рассказов.

## Содержание
«Панчатантра» делится на пять книг — повестей, объединённых рамочной композицией; в свою очередь, каждая книга также содержит вставные рассказы и стихотворения (отчего некоторыми исследователями произведение считается ещё и поэтической антологией). Герои в «Панчатантре» — животные, общество и нравы которых являются копией человеческих. Участники рассказов имеют «говорящие» имена, характеризующие их характер.

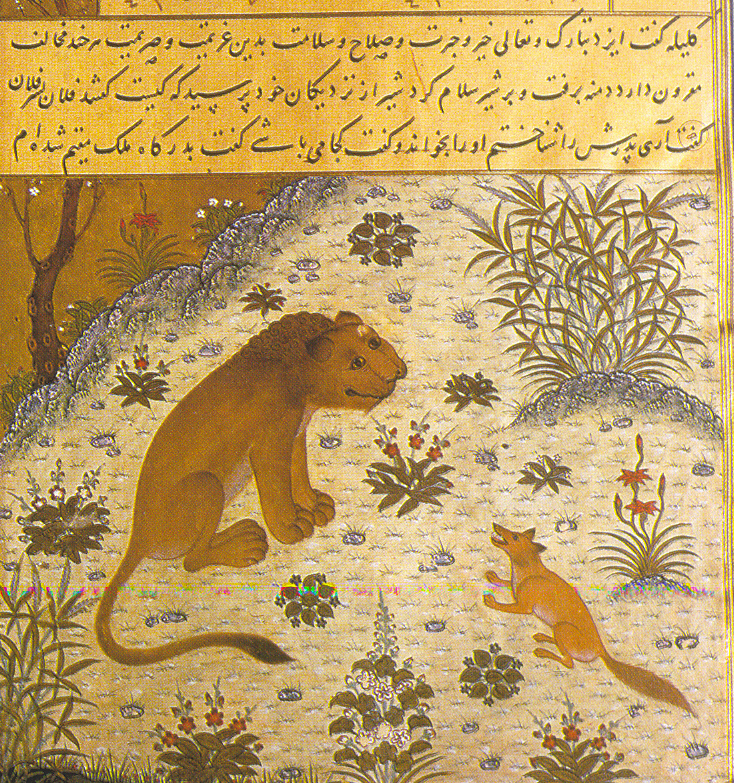
Шакал Димна, старающийся перехитрить царя Льва. Из персидской рукописи 1429 года (Герат)

- книга 1. «Утрата дружбы» (содержит 30 рассказов), मित्रभेद (Mitra-bheda)

Всё крепла дружба льва с быком в былые времена,
Но жадный клеветник-шакал сгубил её навек.Панчатантра.
В первой книге повествуется о дружбе льва Пингалака, царя леса, с буйволом Сандживака. Шакалы Каратака и Даманака являются слугами Пингалаки. Давая советы царю и буйволу они разрушают дружбу между ними. Книга является самой большой из пяти, занимая около 45 % всего произведения.
Перевод имён: Пингалака — красновато-коричневый, Сандживака — живучий, Каратака — тёмно-красный, Даманака — усмиритель.
- книга 2. «Обретение друзей» (содержит 9 рассказов), मित्रलाभ или मित्रसंप्राप्ति (Mitra-lābha или Mitra-samprāpti)

Когда умны и сведущи бессильные и бедные,
Достигнут цели все они, как ворон и друзья его.Панчатантра.
Увидя мудрость и благосклонность мыши Хиранья по отношению к голубю, ворон Лагхупатанака решает заключить с ней дружбу. Впоследствии к их дружбе присоединяются черепаха и газель. Слаженными действиями и хитростью они спасают газель и черепаху от охотника.

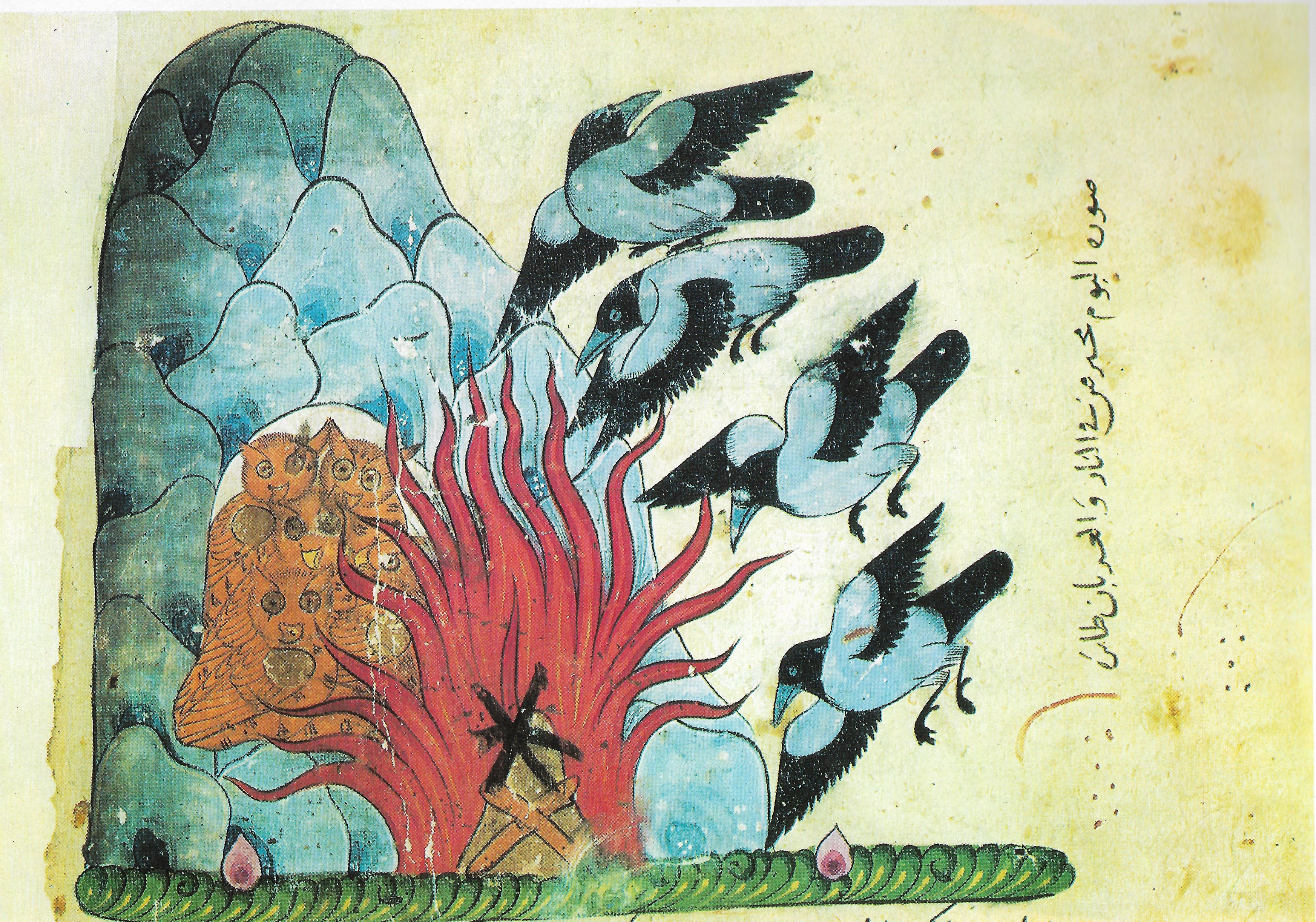

- книга 3. «Сказание о войне ворон и сов» (содержит 13 рассказов), काकोलुकीयम् (Kākolūkīyam)

Тому, кто прежде враждовал с тобою,
А ныне другом стал — не доверяйся,
Гляди, как принесли огонь вороны
И сов сожгли в их собственной пещере.Панчатантра.
- книга 4. «Утрата приобретённого» (содержит 11 рассказов), लब्धप्रणाश (Labdhapraṇāśam)

Кто выпустит из рук добро, поддавшись ласковым речам,
Обманут будет тот глупец, как обезьяною — дельфин.Панчатантра.
- книга 5. «Опрометчивые деяния» (содержит 11 рассказов), अपरीक्षित कारक (Aparīkṣitakārakaṃ)

Что плохо видел ты, не знал, не делал и не испытал,
Остерегайся совершать. — не подражай цирюльнику.Панчатантра.
Содержание «Панчатантры» — обсуждение в повествовательной форме затруднительных казусов, представляющихся правителю; её цель — обучение юношей знатных родов дипломатии и хорошему санскриту.

## История распространения и публикации

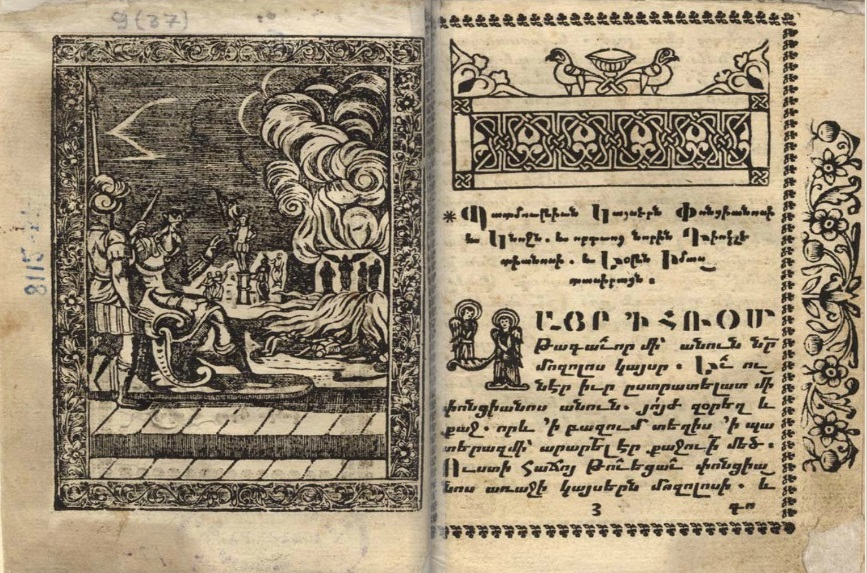
Страница издания 1740 года армянского перевода «Калила и Димна» или «Истории семи мудрецов». Перевод Акопа Тохатеци, 1614 год

Фольклорный характер сюжетов, простота и занимательность формы обеспечили «Панчатантре» исключительно широкое распространение. Первый известный науке перевод (на пехлеви) был выполнен около 570 года в Иране по указу сасанидского царя Хосрова I, но до наших дней не сохранился. 
В середине VIII столетия появился арабский перевод, принадлежащий персидскому писателю Ибн аль-Мукаффа; он был озаглавлен «Калила и Димна» (перс. کلیله و دمنه‎, араб.  كليلة ودمنة‎; по именам животных-рассказчиков). 
В 932 г. персидский поэт Рудаки перевел отрывки из «Калила и Димна» из арабского на персидский, и поэма под этим именем приобрела известность на всём Ближнем и Среднем Востоке. 
В 1762 году «Калила и Димна» была переведена на русский язык под названием «Политические и нравоучительные басни Пильпая, философа индейского».
В Византии, а затем и славянских странах «Панчатантра» была известна в переводе Симеона Сифа (1081 год), в котором животных звали Стефанит и Ихнилат. В XIII веке появляются анонимный испанский перевод, еврейский перевод раввина Иоэля, латинский перевод Иоанна Капуанского, который вскоре же ложится в основу версий на немецком (не ранее 1265 года), испанском и итальянском языках. 
Всего же различных версий и переводов памятника насчитывается более двухсот на шестидесяти языках.
С середины XIX века обсуждается вопрос об устной миграции рассказов в Китай, страны Юго-Восточной Азии, Древнюю Грецию, о связи их с баснями Эзопа, животным эпосом, сказками о животных, о влиянии на складывание жанра новеллы. Следы (а с XVII века, когда появились переводы (с персидского или арабского) на новоевропейские языки, и прямые заимствования) сюжетов «Панчатантры» встречаются у многих классиков европейской литературы: Боккаччо, Чосера, Лафонтена, Гёте, и др.
Редьярд Киплинг историю мангуста и змеи в своём произведении «Рики-Тикки-Тави» взял из пятой книги «Панчатантры».

## Переводы на русский язык
- Панчатантра / Пер. с санскрита и прим. А. Я. Сыркина. — М.: Академии наук СССР, 1958. — 376 с. — (Литературные памятники). — 12 000 экз.
- Панчатантра / Пер. с санскрита, пред. и прим. А. Я. Сыркина. — М.: Художественная литература, 1972. — 368 с.
- Панчатантра, или Пять книг житейской мудрости / Пер. с санскрита, предисл. и комм. И. Серебрякова; стихи в пер. Алева Ибрагимова. — М.: Художественная литература, 1989. — 479 с. — ISBN 5-280-00691-2.